# Анжелік Олів'є
Анжелік Олів'є (фр. Angelique Olivier; нар. 12 червня 1975) — колишня французька тенісистка.
Найвищу одиночну позицію світового рейтингу — 151 місце досягла 1 лютого 1993, парну — 210 місце — 8 серпня 1994 року.
Здобула 1 одиночний та 1 парний титул туру ITF.

## Фінали ITF
| Легенда         |
| --------------- |
| турніри $50,000 |
| турніри $25,000 |
| турніри $10,000 |

### Одиночний розряд (1–4)
| Результат | Ранг | Дата            | Турнір                | Покриття | Суперниця              | Рахунок       |
| --------- | ---- | --------------- | --------------------- | -------- | ---------------------- | ------------- |
| Поразка   | 1.   | 25 березня 1991 | Супетар, Югославія    | Ґрунт    | Руксандра Драгомір     | 4–6, 6–4, 0–6 |
| Перемога  | 1.   | 10 лютого 1992  | Carvoeiro, Португалія | Тверде   | Аксель Тома            | 7–5, 5–7, 7–6 |
| Поразка   | 2.   | 24 лютого 1992  | Валенсія, Іспанія     | Ґрунт    | Франческа Романо       | 7–5, 1–6, 4–6 |
| Поразка   | 3.   | 26 жовтня 1992  | Мадейра, Португалія   | Тверде   | Сара Пітковскі-Малькор | 3–6, 6–3, 1–6 |
| Поразка   | 4.   | 28 березня 1994 | Мулен (Альє), Франція | Тверде   | Сара Пітковскі-Malcor  | 5–7, 4–6      |

### Парний розряд (1–3)
| Результат | Ранг | Дата           | Турнір                     | Покриття   | Партнерка          | Суперниці                        | Рахунок       |
| --------- | ---- | -------------- | -------------------------- | ---------- | ------------------ | -------------------------------- | ------------- |
| Поразка   | 1.   | 3 квітня 1994  | Мулен, Франція             | Ґрунт      | Катя Олєклаус      | Марія Ліндстрем Марія Страндлунд | 6–3, 6–7, 0–6 |
| Поразка   | 2.   | 10 квітня 1994 | Лімож, Франція             | Ґрунт      | Гайді Шпрунґ       | Ізабель Демонжо Марія Страндлунд | 2–6, 2–6      |
| Перемога  | 1.   | 11 грудня 1994 | Сержі-Понтуаз, Франція     | Тверде (i) | Елена Пампулова    | Катержина Шишкова Ева Меліхарова | 6–1, 6–4      |
| Поразка   | 3.   | 9 жовтня 1995  | Сен-Рафаель (Вар), Франція | Ґрунт      | Паскаль Етшеменеді | Амелі Моресмо Беранжер Кійо      | 3–6, 6–7      |